# Vòng loại Bóng rổ tại Thế vận hội Mùa hè 2024 – Giải đấu Nam (Piraeus)
Giải đấu vòng loại môn bóng rổ nam tại Thế vận hội Mùa hè 2024 tại Piraeus là một trong 4 giải đấu vòng loại môn bóng rổ nam tại Thế vận hội Mùa hè 2024. Giải đấu được tổ chức tại Piraeus, Hy Lạp từ ngày 2 đến ngày 7 tháng 7 năm 2024. 6 đội tuyển tham dự giải đấu được chia làm 2 bảng, mỗi bảng 3 đội để chọn ra 2 đội đứng đầu mỗi bảng giành vé vào bán kết. Đội vô địch sẽ giành quyền tham dự Thế vận hội Mùa hè 2024 được tổ chức tại Pháp.

## Các đội tuyển
| Đội tuyển         | Tư cách tham dự                                           | Ngày vượt qua vòng loại | Xếp hạng |
| ----------------- | --------------------------------------------------------- | ----------------------- | -------- |
| Slovenia          | 1 trong 16 đội có thành tích tốt nhất                     | 10 tháng 9 năm 2023     | 11       |
| Hy Lạp            | 1 trong 16 đội có thành tích tốt nhất                     | 10 tháng 9 năm 2023     | 14       |
| Cộng hòa Dominica | 1 trong 16 đội có thành tích tốt nhất                     | 10 tháng 9 năm 2023     | 18       |
| New Zealand       | Đội tuyển có thứ hạng cao nhất – Châu Á và Châu Đại Dương | 10 tháng 9 năm 2023     | 21       |
| Croatia           | Vô địch vòng sơ loại 2 khu vực châu Âu                    | 20 tháng 8 năm 2023     | 30       |
| Ai Cập            | Đội tuyển có thứ hạng cao nhất – Châu Phi                 | 10 tháng 9 năm 2023     | 41       |

## Đại điểm thi đấu
| Piraeus                          | PiraeusVòng loại Bóng rổ tại Thế vận hội Mùa hè 2024 – Giải đấu Nam (Piraeus) (Hy Lạp) |
| Nhà thi đấu Hòa bình và Hữu nghị | PiraeusVòng loại Bóng rổ tại Thế vận hội Mùa hè 2024 – Giải đấu Nam (Piraeus) (Hy Lạp) |
|                                  | PiraeusVòng loại Bóng rổ tại Thế vận hội Mùa hè 2024 – Giải đấu Nam (Piraeus) (Hy Lạp) |
| Sức chứa: 11,640                 | PiraeusVòng loại Bóng rổ tại Thế vận hội Mùa hè 2024 – Giải đấu Nam (Piraeus) (Hy Lạp) |

## Giai đoạn vòng bảng
Tất cả các giờ đều là giờ địa phương (UTC+3).

### Bảng A
| VT | Đội         | ST | T | B | ĐT  | ĐB  | HS  | Đ | Giành quyền tham dự |
| -- | ----------- | -- | - | - | --- | --- | --- | - | ------------------- |
| 1  | Croatia     | 2  | 1 | 1 | 194 | 182 | +12 | 3 | Bán kết             |
| 2  | Slovenia    | 2  | 1 | 1 | 196 | 186 | +10 | 3 | Bán kết             |
| 3  | New Zealand | 2  | 1 | 1 | 168 | 190 | −22 | 3 |                     |

| 2 tháng 7 năm 2024 21:00 | Chi tiết | Slovenia                                                        | 92–108 | Croatia                                                          |  | Nhà thi đấu Hòa bình và Hữu nghị, Piraeus Số khán giả: 4,109 Trọng tài: Luis Vázquez (Puerto Rico), Gatis Saliņš (Latvia), Daniel García (Venezuela) |
| 2 tháng 7 năm 2024 21:00 | Chi tiết | Điểm mỗi set: 16–31, 25–23, 27–39, 24–15                        |        |                                                                  |  | Nhà thi đấu Hòa bình và Hữu nghị, Piraeus Số khán giả: 4,109 Trọng tài: Luis Vázquez (Puerto Rico), Gatis Saliņš (Latvia), Daniel García (Venezuela) |
| 2 tháng 7 năm 2024 21:00 | Chi tiết | Điểm: Dončić 26 Chụp bóng bật bảng: Dončić 11 Hỗ trợ: Dončić 10 |        | Điểm: Filipović 21 Chụp bóng bật bảng: Šarić 10 Hỗ trợ: Šarić 10 |  | Nhà thi đấu Hòa bình và Hữu nghị, Piraeus Số khán giả: 4,109 Trọng tài: Luis Vázquez (Puerto Rico), Gatis Saliņš (Latvia), Daniel García (Venezuela) |

| 3 tháng 7 năm 2024 17:30 | Chi tiết | Croatia                                                       | 86–90 | New Zealand                                                 |  | Nhà thi đấu Hòa bình và Hữu nghị, Piraeus Số khán giả: 396 Trọng tài: Manuel Mazzoni (Ý), Julio Anaya (Panama), Ahmed Al-Shuwaili (Iraq) |
| 3 tháng 7 năm 2024 17:30 | Chi tiết | Điểm mỗi set: 29–28, 31–27, 19–19, 7–16                       |       |                                                             |  | Nhà thi đấu Hòa bình và Hữu nghị, Piraeus Số khán giả: 396 Trọng tài: Manuel Mazzoni (Ý), Julio Anaya (Panama), Ahmed Al-Shuwaili (Iraq) |
| 3 tháng 7 năm 2024 17:30 | Chi tiết | Điểm: Zubac 29 Chụp bóng bật bảng: Zubac 16 Hỗ trợ: Hezonja 6 |       | Điểm: Webster 21 Chụp bóng bật bảng: Delany 9 Hỗ trợ: Ili 4 |  | Nhà thi đấu Hòa bình và Hữu nghị, Piraeus Số khán giả: 396 Trọng tài: Manuel Mazzoni (Ý), Julio Anaya (Panama), Ahmed Al-Shuwaili (Iraq) |

| 4 tháng 7 năm 2024 17:30 | Chi tiết | New Zealand                                           | 78–104 | Slovenia                                                      |  | Nhà thi đấu Hòa bình và Hữu nghị, Piraeus Số khán giả: 1,885 Trọng tài: Roberto Vázquez (Puerto Rico), Julio Anaya (Panama), Amy Bonner (Hoa Kỳ) |
| 4 tháng 7 năm 2024 17:30 | Chi tiết | Điểm mỗi set: 9–27, 30–19, 18–31, 21–27               |        |                                                               |  | Nhà thi đấu Hòa bình và Hữu nghị, Piraeus Số khán giả: 1,885 Trọng tài: Roberto Vázquez (Puerto Rico), Julio Anaya (Panama), Amy Bonner (Hoa Kỳ) |
| 4 tháng 7 năm 2024 17:30 | Chi tiết | Điểm: Ili 28 Chụp bóng bật bảng: Ili 10 Hỗ trợ: Ili 4 |        | Điểm: Dončić 36 Chụp bóng bật bảng: Nebo 12 Hỗ trợ: Dončić 10 |  | Nhà thi đấu Hòa bình và Hữu nghị, Piraeus Số khán giả: 1,885 Trọng tài: Roberto Vázquez (Puerto Rico), Julio Anaya (Panama), Amy Bonner (Hoa Kỳ) |

### Bảng B
| VT | Đội               | ST | T | B | ĐT  | ĐB  | HS  | Đ | Giành quyền tham dự |
| -- | ----------------- | -- | - | - | --- | --- | --- | - | ------------------- |
| 1  | Hy Lạp (H)        | 2  | 2 | 0 | 202 | 153 | +49 | 4 | Bán kết             |
| 2  | Cộng hòa Dominica | 2  | 1 | 1 | 172 | 186 | −14 | 3 | Bán kết             |
| 3  | Ai Cập            | 2  | 0 | 2 | 148 | 183 | −35 | 2 |                     |

| 2 tháng 7 năm 2024 17:30 | Chi tiết | Ai Cập                                                                  | 77–90 | Cộng hòa Dominica                                            |  | Nhà thi đấu Hòa bình và Hữu nghị, Piraeus Số khán giả: 493 Trọng tài: Julio Anaya (Panama), Manuel Mazzoni (Ý), Scott Beker (Úc) |
| 2 tháng 7 năm 2024 17:30 | Chi tiết | Điểm mỗi set: 22–16, 9–27, 17–25, 29–22                                 |       |                                                              |  | Nhà thi đấu Hòa bình và Hữu nghị, Piraeus Số khán giả: 493 Trọng tài: Julio Anaya (Panama), Manuel Mazzoni (Ý), Scott Beker (Úc) |
| 2 tháng 7 năm 2024 17:30 | Chi tiết | Điểm: Metwaly 24 Chụp bóng bật bảng: El-Sheikh, Oraby 4 Hỗ trợ: Gendy 4 |       | Điểm: Montero 17 Chụp bóng bật bảng: Nunez 9 Hỗ trợ: Feliz 5 |  | Nhà thi đấu Hòa bình và Hữu nghị, Piraeus Số khán giả: 493 Trọng tài: Julio Anaya (Panama), Manuel Mazzoni (Ý), Scott Beker (Úc) |

| 3 tháng 7 năm 2024 21:00 | Chi tiết | Cộng hòa Dominica                                                       | 82–109 | Hy Lạp                                                                       |  | Nhà thi đấu Hòa bình và Hữu nghị, Piraeus Số khán giả: 11,648 Trọng tài: Luis Vázquez (Puerto Rico), Gatis Saliņš (Latvia), Amy Bonner (Hoa Kỳ) |
| 3 tháng 7 năm 2024 21:00 | Chi tiết | Điểm mỗi set: 15–25, 26–31, 24–24, 17–29                                |        |                                                                              |  | Nhà thi đấu Hòa bình và Hữu nghị, Piraeus Số khán giả: 11,648 Trọng tài: Luis Vázquez (Puerto Rico), Gatis Saliņš (Latvia), Amy Bonner (Hoa Kỳ) |
| 3 tháng 7 năm 2024 21:00 | Chi tiết | Điểm: Duarte 26 Chụp bóng bật bảng: Montero, Santos 5 Hỗ trợ: Montero 5 |        | Điểm: G. Antetokounmpo 32 Chụp bóng bật bảng: Mitoglou 6 Hỗ trợ: Calathes 11 |  | Nhà thi đấu Hòa bình và Hữu nghị, Piraeus Số khán giả: 11,648 Trọng tài: Luis Vázquez (Puerto Rico), Gatis Saliņš (Latvia), Amy Bonner (Hoa Kỳ) |

| 4 tháng 7 năm 2024 21:00 | Chi tiết | Hy Lạp                                                                                        | 93–71 | Ai Cập                                                                 |  | Nhà thi đấu Hòa bình và Hữu nghị, Piraeus Số khán giả: 11,216 Trọng tài: Manuel Mazzoni (Ý), Daniel García (Venezuela), Scott Beker (Úc) |
| 4 tháng 7 năm 2024 21:00 | Chi tiết | Điểm mỗi set: 20–12, 22–26, 26–14, 25–19                                                      |       |                                                                        |  | Nhà thi đấu Hòa bình và Hữu nghị, Piraeus Số khán giả: 11,216 Trọng tài: Manuel Mazzoni (Ý), Daniel García (Venezuela), Scott Beker (Úc) |
| 4 tháng 7 năm 2024 21:00 | Chi tiết | Điểm: Mitoglou, Papagiannis 16 Chụp bóng bật bảng: Calathes, Papagiannis 5 Hỗ trợ: Calathes 9 |       | Điểm: Metwaly 22 Chụp bóng bật bảng: Mahmoud, Oraby 6 Hỗ trợ: Refaat 4 |  | Nhà thi đấu Hòa bình và Hữu nghị, Piraeus Số khán giả: 11,216 Trọng tài: Manuel Mazzoni (Ý), Daniel García (Venezuela), Scott Beker (Úc) |

## Vòng cuối cùng
|  | Bán kết           | Bán kết |           |    | Chung kết | Chung kết |
|  |                   |         |           |    |           |           |
|  | 6 tháng 7         |         |           |    |           |           |
|  |                   |         |           |    |           |           |
|  | Cộng hòa Dominica | 77      |           |    |           |           |
|  | Cộng hòa Dominica | 77      | 7 tháng 7 |    |           |           |
|  | Croatia           | 80      |           |    |           |           |
|  | Croatia           | 80      | Croatia   | 69 |           |           |
|  | 6 tháng 7         |         | Croatia   | 69 |           |           |
|  |                   | Hy Lạp  | 80        |    |           |           |
|  | Hy Lạp            | Hy Lạp  | 80        | 96 |           |           |
|  | Hy Lạp            |         |           | 96 |           |           |
|  | Slovenia          | 68      |           |    |           |           |
|  | Slovenia          | 68      |           |    |           |           |

### Bán kết
| 6 tháng 7 năm 2024 17:30 | Chi tiết | Hy Lạp                                                                 | 96–68 | Slovenia                                                            |  | Nhà thi đấu Hòa bình và Hữu nghị, Piraeus Số khán giả: 11,998 Trọng tài: Luis Vázquez (Puerto Rico), Gatis Saliņš (Latvia), Amy Bonner (Hoa Kỳ) |
| 6 tháng 7 năm 2024 17:30 | Chi tiết | Điểm mỗi set: 32–14, 15–19, 19–17, 25–10                               |       |                                                                     |  | Nhà thi đấu Hòa bình và Hữu nghị, Piraeus Số khán giả: 11,998 Trọng tài: Luis Vázquez (Puerto Rico), Gatis Saliņš (Latvia), Amy Bonner (Hoa Kỳ) |
| 6 tháng 7 năm 2024 17:30 | Chi tiết | Điểm: Walkup 19 Chụp bóng bật bảng: Papagiannis 10 Hỗ trợ: Calathes 11 |       | Điểm: Dončić 21 Chụp bóng bật bảng: Dončić, Nebo 7 Hỗ trợ: Dončić 5 |  | Nhà thi đấu Hòa bình và Hữu nghị, Piraeus Số khán giả: 11,998 Trọng tài: Luis Vázquez (Puerto Rico), Gatis Saliņš (Latvia), Amy Bonner (Hoa Kỳ) |

| 6 tháng 7 năm 2024 21:00 | Chi tiết | Cộng hòa Dominica                                                               | 77–80 | Croatia                                                      |  | Nhà thi đấu Hòa bình và Hữu nghị, Piraeus Số khán giả: 1,907 Trọng tài: Julio Anaya (Panama), Manuel Mazzoni (Ý), Ahmed Al-Shuwaili (Iraq) |
| 6 tháng 7 năm 2024 21:00 | Chi tiết | Điểm mỗi set: 15–16, 17–21, 21–16, 24–27                                        |       |                                                              |  | Nhà thi đấu Hòa bình và Hữu nghị, Piraeus Số khán giả: 1,907 Trọng tài: Julio Anaya (Panama), Manuel Mazzoni (Ý), Ahmed Al-Shuwaili (Iraq) |
| 6 tháng 7 năm 2024 21:00 | Chi tiết | Điểm: Duarte 17 Chụp bóng bật bảng: Montero, Santos 5 Hỗ trợ: Duarte, Montero 4 |       | Điểm: Zubac 25 Chụp bóng bật bảng: Zubac 9 Hỗ trợ: Hezonja 4 |  | Nhà thi đấu Hòa bình và Hữu nghị, Piraeus Số khán giả: 1,907 Trọng tài: Julio Anaya (Panama), Manuel Mazzoni (Ý), Ahmed Al-Shuwaili (Iraq) |

### Chung kết
| 7 tháng 7 năm 2024 21:00 | Chi tiết | Croatia                                                            | 69–80 | Hy Lạp                                                                               |  | Nhà thi đấu Hòa bình và Hữu nghị, Piraeus Số khán giả: 11,810 Trọng tài: Roberto Vázquez (Puerto Rico), Gatis Saliņš (Latvia), Julio Anaya (Panama) |
| 7 tháng 7 năm 2024 21:00 | Chi tiết | Điểm mỗi set: 22–22, 17–23, 14–21, 16–14                           |       |                                                                                      |  | Nhà thi đấu Hòa bình và Hữu nghị, Piraeus Số khán giả: 11,810 Trọng tài: Roberto Vázquez (Puerto Rico), Gatis Saliņš (Latvia), Julio Anaya (Panama) |
| 7 tháng 7 năm 2024 21:00 | Chi tiết | Điểm: Zubac 19 Chụp bóng bật bảng: Šarić, Zubac 12 Hỗ trợ: Smith 7 |       | Điểm: G. Antetokounmpo 23 Chụp bóng bật bảng: G. Antetokounmpo 8 Hỗ trợ: Calathes 11 |  | Nhà thi đấu Hòa bình và Hữu nghị, Piraeus Số khán giả: 11,810 Trọng tài: Roberto Vázquez (Puerto Rico), Gatis Saliņš (Latvia), Julio Anaya (Panama) |

## Bảng xếp hạng chung cuộc
| VT | Đội               | ST | T | B | Giành quyền tham dự                         |
| -- | ----------------- | -- | - | - | ------------------------------------------- |
| 1  | Hy Lạp            | 4  | 4 | 0 | Giành quyền tham dự Thế vận hội Mùa hè 2024 |
| 2  | Croatia           | 4  | 2 | 2 |                                             |
| 3  | Cộng hòa Dominica | 3  | 1 | 2 |                                             |
| 4  | Slovenia          | 3  | 1 | 2 |                                             |
| 5  | New Zealand       | 2  | 1 | 1 |                                             |
| 6  | Ai Cập            | 2  | 0 | 2 |                                             |